# Ridderorden van het Vaticaan
Als soeverein vorst van de staat Vaticaanstad en op grond van zijn positie als hoofd van de Rooms-Katholieke Kerk heeft de bisschop van Rome het recht om ridderorden te stichten. Eeuwenlang was het pauselijk decoratiestelsel weinig gestructureerd. Terwijl de wereldlijke vorsten ridderorden als de Orde van de Kousenband en Orde van het Gulden Vlies instelden en deze van strak geregelde kapittels voorzagen kende het Vaticaan een "Militia Aurarta", een schare van ridders die terug zou gaan op de vaandelwacht die Constantijn de Grote op de vooravond van de Slag bij de Milvische Brug instelde.

## Oudste orden
De oudste pauselijke ridderorde is waarschijnlijk de Orde van de Gulden Spoor. De ridders in deze orde, allen behorend tot de "militia Aurarta" zijn volgens archieven sinds de 15e eeuw benoemd. Paus Pius IV stichtte in 1560 de Orde van de Piusridders, ook al "Militia Aurata" genoemd, waarvan de leden allen de erfelijke adel verkregen. Zo waren er in 1560 niet minder dan drie verschillende Militiæ Aurarta, want ook de ridders van de Constantinische Orde en de Orde van de Gulden Spoor worden zo genoemd.

## Door grootmeesters verleende orden
De orden die een positie in het canoniek recht hebben gekregen, zoals de in pauselijke bullen erkende Duitse Orde, de Orde van Malta, de Constantinische Orde en de Heilige en Militaire Orde van Sint-Stefanus Paus en Martelaar, de Orde van het Gulden Vlies, de Spaanse en Portugese militaire orden, de Orde van de Verkondiging en de Orde van Sint-Januarius worden door hun vaak erfelijke grootmeesters verleend. Zij zijn wel met de katholieke kerk en het pausdom verbonden, maar zijn geen Pauselijke onderscheidingen.

## Regulering
De paus laat toe dat de kardinalen de versierselen van de Orde van Malta en de Orde van het Heilige Graf in hun wapens opnemen. Dat is niet alleen aan de zeer nauwe verbondenheid tussen deze orden en de Heilige Stoel te wijten. De kruisen van deze orden worden niet als wereldlijke emblemen gezien.
Kardinalen en andere religieuzen mogen wereldlijke onderscheidingen aannemen en dragen maar zij zullen geen andere onderscheidingen dan de twee genoemde religieuze orden in hun wapens mogen voeren.
De Paus werd door de Portugese koning in 1317 geraadpleegd toen de vorst de Orde van Christus wilde oprichten. De paus ging akkoord met het instellen van een orde met deze naam maar hij behield zich het recht voor om ook een dergelijke orde te stichten. Dat werd de pauselijke Orde van Christus.
De 19e-eeuwse paus Gregorius XVI (1831-1846) hervormde de orden van het Vaticaan. Zijn opvolgers deden hetzelfde en aan het eind van de 19e eeuw was er sprake van een goed georganiseerd stelsel waarbij passende onderscheidingen waren ingesteld voor het diplomatieke verkeer, voor bijzondere inzet door leken en voor de Zwitserse Garde.

## Doel en toekenning van de orden

### Vaticaans bestuur
Een aantal pauselijke ridderorden stamt uit de jaren vóór 1871 toen de paus een groot gebied in Italië bestuurde en een eigen leger bezat. Voor de administratie van zijn mini-staat en de officieren en manschappen van de pauselijke garde zijn nog steeds decoraties nodig. De pauselijke orden zijn soms vooral voor gebruik door de Vaticaanse autoriteiten gedacht, anderen zijn de onderscheidingen van het wereldomvattende kerkgenootschap dat vanuit het Vaticaan wordt geleid.

### Leken
De pauselijke ridderorden worden enkel verleend aan leken, de meeste zowel aan katholieken, als aan mensen met een andere geloofs- of levensovertuiging.
Priesters worden door de kerk niet met ridderorden maar met promoties en eretitels als monseigneur beloond. Religieuzen als nonnen, monniken en geprofesste leden van de Orde van Malta komen niet voor Pauselijke ridderorden, maar wel voor onderscheidingen in aanmerking.

### Vrouwen
Op grond van het handgeschreven besluit, een zogenaamde chirograaf, van paus Johannes Paulus II van 10 september 1996 kunnen sindsdien in de Orde van St. Silvester, de Orde van St. Gregorius de Grote en de Piusorde ook vrouwen worden opgenomen. De Paus maakte een uitzondering voor de gouden keten van de Piusorde. Deze keten wordt alleen aan heren verleend.
Voor dames is er een oude en bijzondere onderscheiding bedacht; de Gouden Roos. Deze onderscheiding, een gouden roos in een kristallen vaas, wordt aan verdienstelijke dames toegekend.

### Maximum per bisdom
Het Vaticaanse Staatssecretariaat, de instantie die zorgt voor de afhandeling van pauselijke onderscheidingen, heeft het aantal pauselijke onderscheidingen dat door een bisdom kan worden uitgereikt aan een maximum gekoppeld. Voordrachten voor onderscheidingen worden meestal met een bij het bisdom verkrijgbaar formulier gedaan,

### Leken en religieuzen
Mensen die in loondienst zijn van een parochie, bisdom of andere kerkelijke organisatie, komen in de regel niet in aanmerking voor een onderscheiding. Voor religieuzen geldt dat de provinciaal schriftelijk toestemming voor voordracht moet verlenen, en zij kunnen alleen in aanmerking komen voor een onderscheiding, niet voor een ridderorde. Priesters en diakens kunnen in het geheel niet in aanmerking komen voor deze pauselijke onderscheidingen of ridderorden.
Bij de aanvraag voor een pauselijke onderscheiding wordt specifieke aandacht besteed aan de vraag of de desbetreffende persoon het geloof nadrukkelijk beleeft en dat ook laat zien in het dagelijks doen en laten, alsmede of hij of zij van onbesproken gedrag is.

## Pauselijke orden
- De Orde van Christus, deze hoogste pauselijke ridderorde wordt alleen verleend aan vorsten en staatshoofden.
- De Orde van de Gulden Spoor, deze exclusieve orde wordt vooral verleend aan christelijke vorsten en staatshoofden.
- De Orde van Pius, dit is vooral een orde voor diplomaten.
- De Orde van Sint-Gregorius de Grote, deze orde wordt, ongeacht geloofsovertuiging, verleend aan hen die in interdiocesaan of landelijk verband opmerkelijke verdiensten hebben geleverd voor geloof, Kerk of maatschappij. De militaire afdeling van de orde wordt vooral aan officieren van de Zwitserse Garde toegekend.
- De Silvesterorde, de Orde van St. Silvester wordt, ongeacht geloofsovertuiging, verleend aan hen die zich in diocesaan of regionaal verband bijzonder verdienstelijk hebben gemaakt voor geloof en Kerk, met name in het apostolaat.

Historische, niet meer toegekende, orden
- De Orde van Sint-Cecilia
- De Orde van Sint-Johannes de Doper
- De Orde van de Moor
- De Piusridders
- De Orde van Sint-Silvester en de Militia Aurarta

## Met het Vaticaan verbonden ridderorden
- De Orde van Malta
- De Orde van het Heilig Graf
- De Orde van Verdienste "Pro Merito Melitensi"

## Pauselijke onderscheidingen
- De Gouden Roos
- Pro Ecclesia et Pontifice
- Bene Merenti, ooit een onderscheiding ter beloning van militaire verdiensten, nu een onderscheiding die wordt verleend aan personen die minimaal 35 jaar oud zijn en zich minstens 10 jaar langdurige op geringe, doch opvallend verdienstelijke wijze in lokaal verband inzetten voor Kerk en samenleving.
- Medaille Pro Petri Sede
- Medaille Fidei et Virtuti